# Michael Tomasello
Michael Tomasello (Bartow, Flórida) é um psicólogo e linguista estadunidense que desempenha a função de co-diretor do Instituto Max Planck de Antropologia Evolutiva, na cidade de Leipzig, Alemanha. Os principais trabalhos publicados são First verbs: a case study of early grammatical development (1992), The Cultural Origins of Human Cognition (1999) e Primate Cognition (1997), em co-autoria com Josep Call. Suas pesquisas privilegiam relações entre cognição e cultura e a cognição em crianças, sobretudo em crianças de 1 a 4 anos e primatas.